# Heckler & Koch UMP
UMP (Universale Maschinenpistole, njemački za "Univerzalnu automatsku pušku") je automatska puška koju je razvila i proizvela tvrtka Heckler & Koch. UMP se koristi u mnogim državama svijeta u vojsci i policiji. Heckler & Koch je osmislio UMP kao nasljednika MP5 automatske puške, iako su MP5 i UMP dalje u proizvodnji.  

## Detalji dizajna
UMP je skoro 0,2 kg manje mase od MP5. Kao što je izvorno napravljen, UMP ima veću cijev za veće čahure metaka nego MP5. Veći patron znači jači trzaj tijekom paljbe i UMP se teže kontrolira kada je namješten na puni automatski način pucanja.
UMP-ova građa je uglavnom od polimera i zbog takve konstrukcije smanjuje svoju težinu i dijelove osjetljive na koroziju.
UMP sadrži preklopivi usadnik koji smanjuje njegovu dužinu tijekom transporta, ima osigurač, razne načine paljbe poput dvostrukog rafala, potpuni-automatski mod i poluautomatski (semi-auto). Na UMP je moguće montiranje laserskih ciljnika, taktičkih baterijskih svjetiljka... 
Okomita pomoćna drška se također može pričvrstiti "railovima" Picatinny ili Weaver.

## Vanjske poveznice
- Stranica proizvođača  Arhivirana inačica izvorne stranice od 16. siječnja 2009. (Wayback Machine)